# Pablo Vranjicán
Pablo Vranjicán (11. prosinca 1985., Acebal, Argentina) je argentinski nogometni napadač. Igra za paragvajski klub Guaraní.

## Karijera
Vranjican je karijeru počeo u klubu Newell's Old Boys, u kojem je tijekom triju godina igrao 5 utakmica za prvi sastav.

26. veljače 2009. čileanski klub Rangers Talca je sklopio ugovor o posudbi.
2010. ga je klub posudio čileanskom klubu Universidad Católica.
Chilean Cup 2010 4 games 8 goals.

## Zanimljivosti
Pablo Vranjicán je hrvatskog podrijetla i posjeduje hrvatsku putovnicu.

## Vanjske poveznice
- Argentine Primera statistics